# Droga krajowa N08 (Ukraina)
Droga krajowa N08 (ukr. Автошлях Н 08) – droga krajowa na Ukrainie. Rozpoczyna się w Boryspolu, następnie biegnie na południowy wschód przez Perejasław, Złotonoszę, Krzemieńczuk, Kamieńskie, Dniepr i kończy się w Zaporożu. Droga ma 429,6 km i przechodzi przez 6 obwodów: kijowski, czerkaski, połtawski, kirowohradzki, dniepropetrowski oraz zaporoski.